# H. G. Cartwright
H. G. Cartwright (* 19. oder 20. Jahrhundert) war ein US-amerikanischer Filmtechniker, der 1948 mit einem Oscar für technische Verdienste ausgezeichnet wurde.

## Berufsleben
H. G. Cartwright, ein langjähriger Mitarbeiter von Paramount Pictures war im Technikbereich des Studios beschäftigt, wo er mit Farciot Edouart, Charles R. Daily und Hal Corl zusammenarbeitete. Die drei Männer wurden 1948 mit der Auszeichnung der Klasse III in Form eines Zertifikats für ihre überragende Arbeit, die sie für die Paramount Studios-Lichtbild- und Konstruktionsabteilung geleistet hatten, bedacht. Die Auszeichnung, den sogenannten „Technik-Oscar“ erhielten sie „für die erste Anwendung eines speziellen Anti-solarisierenden Glases bei hohem Tiefenhintergrund mittels eines Punktlichtbogen-Projektors“ („for the first application of a special anti-solarizing glass to high-intensity background and spot arc projectors“).

## Auszeichnung
- Oscarverleihung 1948: Oscar für technische Verdienste
gemeinsam mit Farciot Edouart, Charles R. Daily und Hal Corl